# Filiolus tchernovi
Filiolus tchernovi är en tvåvingeart som beskrevs av Pavel Lehr 1995. Filiolus tchernovi ingår i släktet Filiolus och familjen rovflugor.
Artens utbredningsområde är Kazakstan. Inga underarter finns listade i Catalogue of Life.